# IC 5255
IC 5255 — галактика типу NF (в процесі підтвердження) у сузір'ї Ящірка.
Цей об'єкт міститься в оригінальній редакції індексного каталогу.